# هوية أوروبية وحدوية

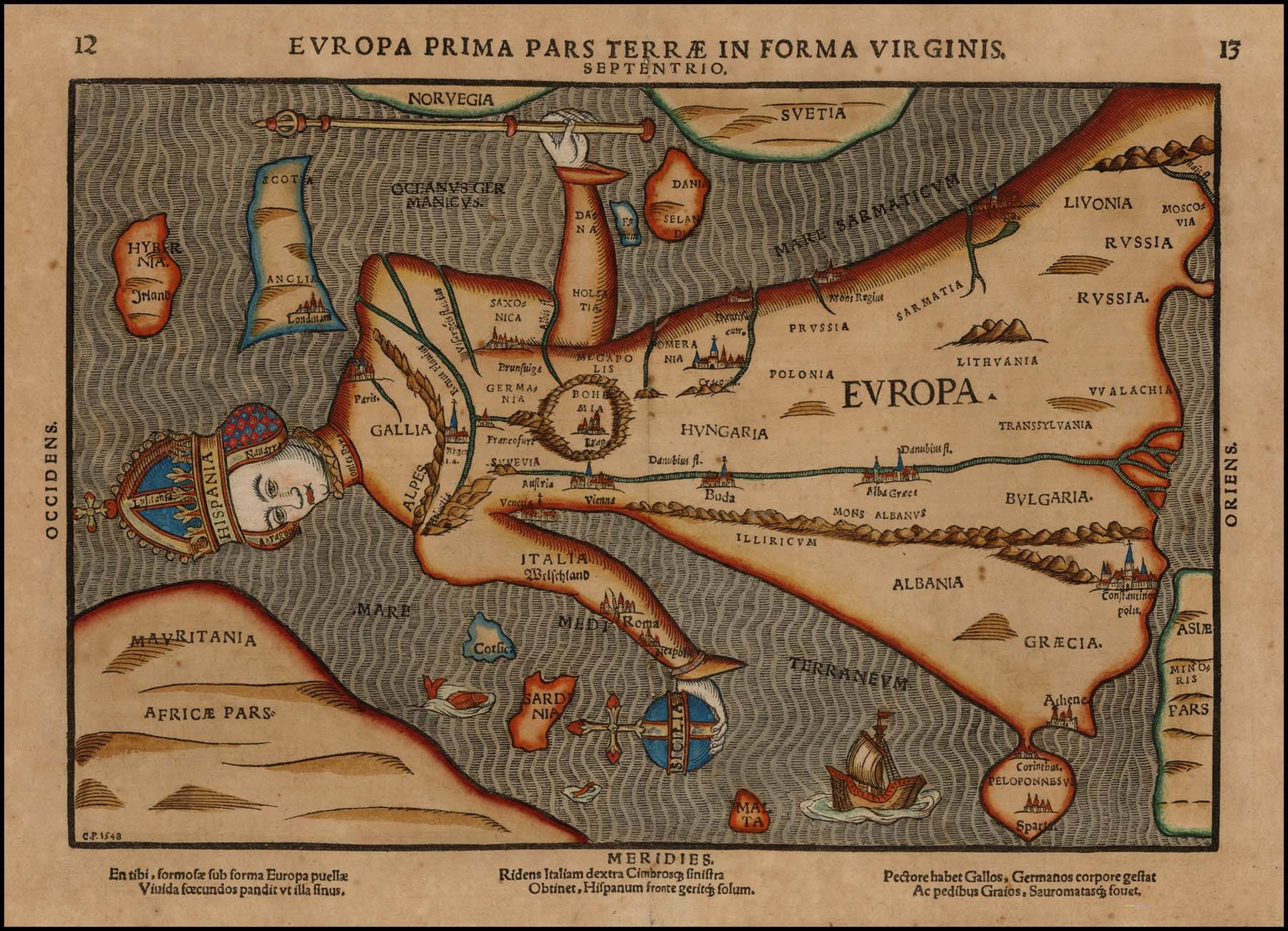
خريطة يعود تاريخها الي القرن العاشر

الهوية الأوروبية الوحدوية هي الشعور بالهوية الشخصية مع أوروبا، بالمعنى الثقافي أو السياسي. يناقش هذا المفهوم في سياق التكامل الأوروبي، تاريخيا فيما يتعلق بالمقترحات الافتراضية، ولكن منذ تشكيل الاتحاد الأوروبي (EU) في عقد 1990 بشكل متزايد فيما يتعلق بمشروع الفيدرالية المتزايد للاتحاد الأوروبي.
تعود جذور الهوية الأوروبية الوحدوية إلى العصور الوسطى، عندما زعم الشاعر والمرشد السياسي دانتي أليغيري، «بلدي هو العالم كله». ظهرت معظم التعريفات التأسيسية خلال عصر النهضة. تعاون الفنانون والعلماء في تلك الفترة عبر الحدود الوطنية، وسافروا إلى مراكز النشاط في مجالاتهم الخاصة واعتقدوا أن الحرية جاءت من الروابط المشتركة والفردية بطريقة تجاوزت الولاءات الوطنية.
استمر تطوير الهوية الأوروبية الوحدوية خلال عصر التنوير. خلال هذا الوقت، قام مفكرون فلسفيون وسياسيون بارزون في أوروبا بتوضيح شكل من أشكال القومية التي اعترفت بالاختلافات الثقافية المحلية مع دمج الشعور بالقيم العالمية المشتركة القائمة على تطبيق العقل. في نهاية القرن الثامن عشر، أشار الفيلسوف جان جاك روسو إلى أنه «لم يعد هناك أي فرنسيين أو ألمان أو إسبان أو حتى إنجليز؛ لا يوجد سوى الأوروبيين». تحدث رجل الدولة الأيرلندي والمنظر السياسي إدموند بيرك عن «الكومنولث الأوروبي» الذي جمعه سندات تجارية واقتصادية، وفي عام 1796 كتب: «لا يمكن لأي مواطن في أوروبا أن يكون منفيا في أي جزء منه... عندما يسافر رجل أو يقيم من أجل الصحة أو المتعة أو العمل أو الضرورة من بلده، لم يشعر نفسه في الخارج.»
نموذج الاتحاد «الأوروبي الوحدوي» هو الإمبراطورية الكارولنجية، التي وحدت «أوروبا» بمعنى الكنيسة اللاتينية.
تم تقديم المقترح الأصلي لاتحاد أوروبي وحدوي في عام 1922 من قبل ريتشارد فون كودنهوف - كاليرجي. يجب فهم مصطلح «أوروبا الواحدة» على أنه لا يشير إلى التعريف الجغرافي الحديث لقارة أوروبا ولكن بالمعنى التاريخي للأجزاء الغربية من أوروبا القارية التي تشترك في التاريخ المشترك بين اللاتينية والكرنستانية والإمبراطورية الكارولنجية وإمبراطورية هابسبورغ الحديثة المبكرة. رأى كودنهوف - كاليرجي دولة أوروبية باعتبارها «قوة العظمى الخامسة» في المستقبل، في معارضة صريحة للاتحاد السوفياتي، «آسيا»، بريطانيا العظمى والولايات المتحدة (على هذا النحو يستبعد صراحة كل من الجزر البريطانية وأوروبا الشرقية من مفهوم «أوروبا الواحدة»).
بعد عام 1945، بلغت عملية تسريع التكامل الأوروبي ذروتها في تشكيل الاتحاد الأوروبي في عام 1993. في الفترة من 1995 – 2013، تم توسيع الاتحاد الأوروبي من 12-28 الدول الأعضاء، ما هو أبعد بكثير من المنطقة المتوخاة أصلا للدولة «الأوروبية الوحدوية» حسب كودنهوف - كاليرجي (باستثناء سويسرا) والدول الأعضاء فيها المحاسبة لسكان من حوالي 510 ملايين نسمة، أو ثلثي سكان القارة بأكملها.
في فترة التسعينات حتى نهاية القرن الحادي والعشرين، كان هناك تحرك نشط نحو الفيدرالية للاتحاد الأوروبي، مع إدخال رموز ومؤسسات مخصصة للدول ذات السيادة، مثل المواطنة، والعملة المشتركة (التي يستخدمها 19 من أصل 28 عضو)، علم، نشيد وشعار (في تنوع كونكورديا، «المتحدة في التنوع»). جرت محاولة لإدخال دستور أوروبي في عام 2004، لكن لم يتم التصديق عليه؛ بدلاً من ذلك، تم التوقيع على معاهدة لشبونة في عام 2007 من أجل إنقاذ بعض الإصلاحات التي تم تصورها في الدستور.
جرت مناقشة حول جدوى واستصواب «هوية أوربية وحدوية» (pan-European identity) أو «هوية أوربية» (European identity) بالتوازي مع عملية التكامل السياسي هذه. كانت أيديولوجية القومية الأوروبية الوحدوية، التي كانت سمة مميزة للتيارات الفوضوية أو اليمينية المتطرفة في السياسة الأوروبية خلال فترة الخمسينيات حتى السبعينيات، قد تم التخلي عنها إلى حد كبير لصالح عودة الهوية الوطنية المقترنة بـ«الاستقرائي الأوروبي»، بينما أنصار الاندماج الأوروبي لا يربطون «الفكرة الأوروبية» بالقومية، بل بالأحرى مع «النظام العالمي ما بعد الحداثي» الذي يتميز «بتنوع الهوية» إلى جانب «القواسم المشتركة». حين ينظر إلى الولاءات المتبقية للهويات الوطنية أو الثقافية على أنها تشكل تهديدًا على «الاحتمال فوق الوطني» للتكامل الأوروبي.
يُنظر إلى «الهوية الأوروبية» المحتملة في المستقبل على أنها أحد جوانب «الهوية متعددة الجوانب» التي لا تزال تنطوي على ولاءات وطنية أو إقليمية. وخلص اثنان من مؤلفي الكتاب في عام 1998 إلى «أنه على المدى القصير يبدو أن تأثير هذا المشروع [التكامل الأوروبي] سيؤثر فقط على الهوية الأوروبية في بعض المنافذ المحدودة وبطريقة متواضعة للغاية. من المشكوك فيه أن يفعل ذلك لضمان عملية سلسة للتكامل الأوروبي المستمر والتصدي بنجاح لتحديات المجتمعات الأوروبية متعددة الثقافات.» حتى في ذلك الوقت، كان ينظر إلى تطوير هوية أوروبية مشتركة على أنها منتج ثانوي بدلاً من الهدف الرئيسي لعملية التكامل الأوروبي، على الرغم من أنه تم الترويج له بنشاط من قبل هيئات الاتحاد الأوروبي والمبادرات غير الحكومية، مثل المديرية. العامة للتعليم والثقافة في المفوضية الأوروبية. ومع تصاعد التشكك في الاتحاد الأوروبي ومعارضة استمرار التكامل الأوروبي بحلول أوائل عام 2010، أصبحت جدوى هذه الهوية الأوروبية موضع تساؤل.

## تاريخ أوروبية وحدوية
استمدت الأوروبية الوحدوية، بعد ظهورها في أعقاب الحرب العالمية الأولى، شعوراً بالهوية الأوروبية من فكرة التاريخ المشترك، الذي تم اعتباره مصدرًا لمجموعة من «القيم الأوروبية» الأساسية.
عادة يشمل «التاريخ المشترك» مزيجًا من اليونان القديمة وروما القديمة، وإقطاعية العصور الوسطى، والرابطة الهانزية، وعصر النهضة، وعصر التنوير، والليبرالية في القرن التاسع عشر وأشكال مختلفة من الاشتراكية، والمسيحية والعلمانية والاستعمار والحروب العالمية.
أقدم حركة التوحيد الأوروبي هو اتحاد أروبي وحدوي التي تأسست في عام 1923 مع إصدار كتاب أوروبا الواحدة من قبل ريتشارد فون كودنهوف - كاليرجي، الذي أصبح أيضا أول رئيس لها (1926-1972)، يليه أوتو فون هابسبورغ (1973-2004) وآلان تيرينوار (من 2004). بدأت هذه الحركة ودعمت «عملية التكامل» التي تم اتباعها بعد الحرب العالمية الثانية، والتي أدت في النهاية إلى تشكيل الاتحاد الأوروبي. أبرز «الأوروبيون الوحدويون» هم كونراد أديناور وروبرت شومان وألكيد دي جاسبيري.

## القيم الأوروبية
خاصة في فرنسا، ترتبط «الفكرة الأوروبية» (l'idée d'Europe) بشكل خاص بالقيم السياسية المستمدة من عصر التنوير والجمهورياتية الناشئة عن الثورة الفرنسية وثورات عام 1848 بدلاً من الهوية الشخصية أو الفردية التي تشكلت عن طريق الثقافة أو العرق (ناهيك عن بناء «أوروبية وحدوية» بما في ذلك مناطق القارة التي لم تتأثر مطلقًا بالعقلانية أو الجمهورية في القرن الثامن عشر).
تنشأ عبارة «القيم الأوروبية» ككحول جديد في الثمانينات في سياق مشروع التكامل الأوربي وتشكيل الاتحاد الأوروبي في المستقبل. وقد شاع هذه العبارة من خلال دراسة القيم الأوروبية، وهو برنامج بحث طويل الأجل بدأ في عام 1981، بهدف توثيق التوقعات حول «القيم الإنسانية الأساسية» في السكان الأوروبيين. نما المشروع من مجموعة دراسة حول «القيم والتغيير الاجتماعي في أوروبا» التي أنشأها جان كيركهوفس، ورود دي مور (الجامعة الكاثوليكية في تيلبورغ). إن الادعاء بأن شعوب أوروبا لديها مجموعة مميزة من المعايير والقيم السياسية والاقتصادية والاجتماعية التي تحل تدريجيا محل القيم الوطنية قد تم تسميته أيضا باسم «الأوربية» من قبل ماكورميك (2010).
تمت مقارنة «القيم الأوروبية» بالقيم غير الأوروبية في العلاقات الدولية، وخاصة في الانقسام بين الشرق والغرب، و«القيم الأوروبية» التي تشمل الفردية وفكرة حقوق الإنسان على النقيض من النزعات الشرقية للجماعية. ومع ذلك، تم النظر إلى «القيم الأوروبية» بشكل نقدي، فالجانب «المظلم» لا يؤدي بالضرورة إلى نتائج سلمية أكثر في العلاقات الدولية. ظهرت «القيم الأوروبية» مع التكامل الأوروبي كما سعى الاتحاد الأوروبي إلى الواجهة مع التوسع الشرقي للاتحاد الأوروبي في أعقاب الحرب الباردة.
تسرد معاهدة لشبونة (2007) في المادة 2 عددًا من «قيم الاتحاد»، بما في ذلك «احترام الحرية والديمقراطية والمساواة وسيادة القانون واحترام حقوق الإنسان بما في ذلك حقوق الأشخاص المنتمين إلى أقليات»، الاحتجاج «بمجتمع تسود فيه التعددية وعدم التمييز والتسامح والعدالة والتضامن والمساواة بين المرأة والرجل».

## في الثقافة الشعبية
يمكن رؤية جوانب «الهوية الأوروبية» الناشئة في الثقافة الشعبية في تقديم مسابقات «أوربية وحدوية» مثل مسابقة الأغنية الأوروبية (منذ 1956) أو بطولة أوروبا للاتحاد الأوروبي (منذ عام 1958) أو في الآونة الأخيرة في الألعاب الأوروبية (2015). في هذه المسابقات، لا تزال الفرق أو ممثلي الدول الفردية في أوروبا يتنافسون ضد بعضهم البعض، ولكن قد تُجادل «الهوية الأوروبية» في أن تنشأ من تعريف المشاركين «الأوروبيين» (غالباً ما يتم تعريفهم بشكل فضفاض، مثل المغرب، إسرائيل وأستراليا في حالة مسابقة الأغنية الأوروبية، وظهور «طقوس ثقافية» مرتبطة بهذه الأحداث. في التسعينات والألفينات من القرن العشرين، كانت المشاركة في مسابقة الأغنية الأوروبية تعتبر إلى حد ما بمثابة تأكيد هام من الناحية السياسية على الأمة و«الانتماء إلى أوروبا» من قبل دول أوروبا الشرقية المستقلة آنذاك.
تشمل الفعاليات الأوروبية الوحدوية غير المنظمة وفقًا للخطوط الوطنية، جوائز الأفلام الأوروبية، التي تُقدم سنويًا منذ عام 1988 من قبل أكاديمية السينما الأوروبية تقديراً للتميز في الإنجازات السينمائية الأوروبية. يتم تقديم الجوائز في أكثر من عشر فئات، أهمها فيلم العام. وهي مقصورة على السينما الأوروبية والمنتجين والمخرجين والممثلين الأوروبيين.
مسابقة كأس رايدر للجولف هي حدث كل سنتين، في الأصل بين فريق بريطاني وأمريكي، لكن منذ عام 1979، اعترف للاعبين الأوروبيين القارية بتكوين «فريق أوروبا». تم استخدام علم أوروبا لتمثيل «فريق أوروبا» منذ عام 1991، ولكن يقال أن معظم المشاركين الأوروبيين يفضلون استخدام أعلامهم الوطنية.
كانت هناك أيضًا محاولات لاستخدام الثقافة الشعبية لنشر «التماهي مع الاتحاد الأوروبي» نيابة عن الاتحاد الأوروبي نفسه. أثبتت هذه المحاولات جدلاً. في عام 1997، وزعت المفوضية الأوروبية شريطًا فكاهيًا بعنوان حرب آيس كريم التوت، يستهدف الأطفال في المدارس. رفض مكتب الاتحاد الأوروبي في لندن توزيع هذا في المملكة المتحدة، بسبب استقبال غير متعاطف متوقع لهذه الآراء. كابتن يورو، شخصية التميمة الخارقة للرسوم المتحركة في أوروبا، تم تطويرها في التسعينيات من قبل استراتيجي العلامات التجارية نيكولاس دي سانتيس لدعم إطلاق عملة اليورو. في عام 2014، أطلقت خلية تفكير العلامات التجارية في لندن، وهو ميركوري الذهبي الدولي، مركز الاتحاد الأوروبي للعلامة التجارية، بهدف حل أزمة الهوية الأوروبية وإنشاء علامة تجارية قوية في أوروبا. كانت هناك اقتراحات لإنشاء فريق أولمبي أوروبي، والذي سينفصل عن المنظمة الحالية من خلال اللجان الأولمبية الوطنية. في عام 2007، اقترح رئيس المفوضية الأوروبية رومانو برودي أن تحمل فرق الاتحاد الأوروبي علم الاتحاد الأوروبي، إلى جانب العلم الوطني، في الألعاب الأولمبية الصيفية لعام 2008 - وهو الاقتراح الذي أغضب مفاهيم الاتحاد الأوروبي. وفقًا لاستطلاعات يوروباروميتر، يعتقد 5٪ فقط من المشاركين أن الفريق الأولمبي الأوروبي سيجعلهم يشعرون بمزيد من «المواطن الأوروبي».
تم تقديم ملحق اسم نطاق .eu في عام 2005 كرمز جديد لهوية الاتحاد الأوروبي على شبكة الويب العالمية. تستخدم حملة مقدمة نطاق.eu على وجه التحديد شعار «هويتك الأوروبية». يجب أن يكون المسجلون داخل الاتحاد الأوروبي.